# Coupe d'Angleterre de football 2009-2010
Navigation
Coupe d'Angleterre 2008-2009 Coupe d'Angleterre 2010-2011
La Coupe d'Angleterre de football 2009-2010 est la 129e édition de la Coupe d'Angleterre de football. Chelsea remporte sa sixième Coupe d'Angleterre de football au détriment de Portsmouth sur le score de 1-0 au cours d'une finale jouée dans l'enceinte du Wembley Stadium à Londres. Cette victoire permet au club londonien de conserver le titre acquis lors de l'édition précédente.
La compétition débute le 15 août 2009 avec le Tour préliminaire et se termine le 15 mai 2010 avec la finale à Wembley. 
Le vainqueur de la coupe se qualifie habituellement pour la Ligue Europa. Chelsea est cependant déjà qualifié pour la Ligue des Champions, le club d'Aston Villa, qui a terminé sixième du championnat, reçoit cette qualification. La qualification n'est pas accordée à Portsmouth pourtant finaliste de la Coupe en raison de problèmes financiers rencontrés par le club.

## Quarts de finale
| 7 mars 2010 | Chelsea                 | 2 – 0 | Stoke City | Stamford Bridge, Londres                         |                                                  |
| 16:00       | Lampard 35e · Terry 67e |       |            | Spectateurs : 41,322 Arbitrage : Martin Atkinson | Spectateurs : 41,322 Arbitrage : Martin Atkinson |

| 6 mars 2010 | Fulham | 0 – 0 | Tottenham Hotspur | Craven Cottage, Londres                           |                                                   |
| 17:20       |        |       |                   | Spectateurs : 24,533 Arbitrage : Mark Clattenburg | Spectateurs : 24,533 Arbitrage : Mark Clattenburg |

| 7 mars 2010 | Reading      | 2 – 4 | Aston Villa                               | Madejski Stadium, Reading                  |                                            |
| 13:45       | Long 27e 42e |       | A. Young 47e · Carew 51e 57e 90+3e (pen.) | Spectateurs : 23,175 Arbitrage : Mike Dean | Spectateurs : 23,175 Arbitrage : Mike Dean |

| 6 mars 2010 | Portsmouth        | 2 – 0 | Birmingham City | Fratton Park, Portsmouth                       |                                                |
| 12:30       | Piquionne 67e 70e |       |                 | Spectateurs : 20,456 Arbitrage : Steve Bennett | Spectateurs : 20,456 Arbitrage : Steve Bennett |

### Match rejoué
| 24 mars 2010 | Tottenham Hotspur                               | 3 – 1 | Fulham     | White Hart Lane, Londres                         |                                                  |
| 19:45        | Bentley 47e · Pavlyuchenko 60e · Guðjohnsen 66e |       | Zamora 17e | Spectateurs : 35,432 Arbitrage : Martin Atkinson | Spectateurs : 35,432 Arbitrage : Martin Atkinson |

## Demi-finale
| 10 avril 2010 | Aston Villa | 0 – 3 | Chelsea                                  | Wembley Stadium, Londres                     |                                              |
| 17:00         |             |       | Drogba 68e · Malouda 89e · Lampard 90+5e | Spectateurs : 81,869 Arbitrage : Howard Webb | Spectateurs : 81,869 Arbitrage : Howard Webb |

| 11 April 2010 | Tottenham Hotspur | 0 – 2 (a.e.t.) | Portsmouth                          | Wembley Stadium, Londres                    |                                             |
| 16:00         |                   |                | Piquionne 99e · Boateng 117e (pen.) | Spectateurs : 84,602 Arbitrage : Alan Wiley | Spectateurs : 84,602 Arbitrage : Alan Wiley |

## Finale
| Titulaires : |  |
| |  |
| 1 Petr Čech · 2 Branislav Ivanović · 33 Alex · 26 John Terry (c) · 3 Ashley Cole · 8 Frank Lampard · 13 Michael Ballack 44e · 15 Florent Malouda · 21 Salomon Kalou 71e · 11 Didier Drogba · 39 Nicolas Anelka 90e · |  |
| Remplaçants : |  |
| 10 Henrique Hilário · 19 Paulo Ferreira · 35 Juliano Belletti 44e · 10 Joe Cole 71e · 18 Yuri Zhirkov · 24 Nemanja Matić · 23 Daniel Sturridge 90e ·                                                                 |  |
| Entraîneur : |  |
| Carlo Ancelotti |  |

| Titulaires : |  |
| |  |
| 1 David James (c) · 16 Steve Finnan · 3 Ricardo Rocha · 4 Aaron Mokoena · 6 Hayden Mullins 81e · 24 Aruna Dindane · 11 Michael Brown · 8 Papa Bouba Diop 81e · 23 Kevin-Prince Boateng 73e · 5 Jamie O'Hara · 9 Frédéric Piquionne · |  |
| Remplaçants : |  |
| 21 Jamie Ashdown · 18 Anthony Vanden Borre · 26 Tal Ben Haim · 39 Nadir Belhadj 81e · 22 Richard Hughes · 17 John Utaka 73e · 27 Nwankwo Kanu 81e ·                                                                                  |  |
| Entraîneur : |  |
| Avram Grant |  |

| Titulaires : |  |
| |  |
| 1 Petr Čech · 2 Branislav Ivanović · 33 Alex · 26 John Terry (c) · 3 Ashley Cole · 8 Frank Lampard · 13 Michael Ballack 44e · 15 Florent Malouda · 21 Salomon Kalou 71e · 11 Didier Drogba · 39 Nicolas Anelka 90e · |  |
| Remplaçants : |  |
| 10 Henrique Hilário · 19 Paulo Ferreira · 35 Juliano Belletti 44e · 10 Joe Cole 71e · 18 Yuri Zhirkov · 24 Nemanja Matić · 23 Daniel Sturridge 90e ·                                                                 |  |
| Entraîneur : |  |
| Carlo Ancelotti |  |

| Titulaires : |  |
| |  |
| 1 David James (c) · 16 Steve Finnan · 3 Ricardo Rocha · 4 Aaron Mokoena · 6 Hayden Mullins 81e · 24 Aruna Dindane · 11 Michael Brown · 8 Papa Bouba Diop 81e · 23 Kevin-Prince Boateng 73e · 5 Jamie O'Hara · 9 Frédéric Piquionne · |  |
| Remplaçants : |  |
| 21 Jamie Ashdown · 18 Anthony Vanden Borre · 26 Tal Ben Haim · 39 Nadir Belhadj 81e · 22 Richard Hughes · 17 John Utaka 73e · 27 Nwankwo Kanu 81e ·                                                                                  |  |
| Entraîneur : |  |
| Avram Grant |  |

| Chelsea | Portsmouth |